# Іланц/Льйон
Іланц/Льйон (нім. Ilanz/Glion) — громада  в Швейцарії в кантоні Граубюнден, регіон Сурсельва.

## Географія
Громада розташована на відстані близько 135 км на схід від Берна, 27 км на захід від Кура.
Іланц/Льйон має площу 133,5 км², з яких на 2,7% дозволяється будівництво (житлове та будівництво доріг), 36,1% використовуються в сільськогосподарських цілях, 37,8% зайнято лісами, 23,3% не є продуктивними (річки, льодовики або гори).

## Демографія
2019 року в громаді мешкало 4757 осіб (+3,2% порівняно з 2010 роком), іноземців було 16,3%. Густота населення становила 36 осіб/км².
За віковим діапазоном населення розподілялося таким чином: 18,4% — особи молодші 20 років, 58,7% — особи у віці 20—64 років, 22,9% — особи у віці 65 років та старші. Було 2112 помешкань (у середньому 2,2 особи в помешканні).
Із загальної кількості 3229 працюючих 199 було зайнятих в первинному секторі, 576 — в обробній промисловості, 2454 — в галузі послуг.